# Carl Gustaf Friesendorff
Carl Gustaf (von) Friesendorff, född den 14 augusti 1663 i Stockholm, död den 13 september 1715 i Stralsund, var en svensk friherre och diplomat, son till Johan Fredrik von Friesendorff, far till Fredrik von Friesendorff.

## Biografi
Friesendorff ingick 1683 i svenska diplomaternas dåvarande plantskola, Riksarkivet, varefter han tjänstgjorde dels såsom privatsekreterare hos svenske ministern i Wien, greve K. Oxenstierna, dels såsom kommissionssekreterare och resident i Holland.
1705 skickades Friesendorff som envoyé till lüneburgska hovet och stod för sin regerings räkning i en hemlig brevväxling med sachsiska hovet samt var 1712-15 ministre plénipotentiaire vid hovet i Berlin. 
Friesendorff erhöll 1705 friherrlig värdighet.